# Channel A (kênh truyền hình)
Channel A Corporation (tiếng Hàn: 주식회사 채널에이; Hanja: 株式會社 채널에이), còn gọi là Channel A (Hangul: 채널A, CHANNEL A), là một kênh truyền hình cáp, công ty phát thanh ở Hàn Quốc, thược sở hữu của The Dong-a Ilbo/DongA Media Group (DAMG). Được thành lập vào 1 tháng 12 năm 2011.
Channel A là một trong 4 kênh truyền hình quốc gia Hàn Quốc mới phổ biến trên kênh truyền hình cáp cùng với JTBC của JoongAng Ilbo, TV Chosun của Chosun Ilbo và MBN của Maeil Kyungje vào năm 2011. Bốn kênh truyền hình mới được thêm vào hệ thống truyền hình thông thường như KBS, MBC, SBS, và một số kênh nhỏ khác sau khi quy định được bãi bỏ vào năm 1990.

## Chương trình

### Channel A (TV 2011~nay)

#### Tin tức
- Channel A Newsfire 940

#### Phim truyền hình
- Heaven's Garden  (3 tháng 12 năm 2011 - 11 tháng 3 năm 2012)
- Color of Woman (5 tháng 12 năm 2011 - 7 tháng 2 năm 2012)
- Happy and (5 tháng 12 năm 2011 - 31 tháng 3 năm 2012)
- Bachelor's Vegetable Store (21 tháng 12 năm 2011 - 8 tháng 3 năm 2012)
- Immortal Classic (17 tháng 3 - 20 tháng 5 năm 2012)
- K-POP - The Ultimate Audition (19 tháng 3 - 1 tháng 5 năm 2012)
- Goodbye Dear Wife (7 tháng 5 - 10 tháng 7 năm 2012)[7]
- Ms Panda and Mr Hedgehog (18 tháng 8 - 7 tháng 10 năm 2012)[8]

### Đài phát thanh Dong-a (Radio 1963~1980)

#### Tin tức
- DBS Headlines 7
- DBS News Morning 8
- News 1410

#### Thể thao
- DBS Sports News

## Liên kết
- Trang chủ Channel A (tiếng Hàn)
- Channel A trên Facebook
- Channel A trên Twitter
- Kênh Channel A trên YouTube